# Arkadiusz Piech
Pour les articles homonymes, voir Piëch.
Arkadiusz Piech, né le 7 juin 1985 à Świdnica, est un footballeur international polonais. Il joue actuellement au poste d'attaquant au Śląsk Wrocław.

## Biographie

### Révélé au Ruch Chorzów
Formé au Polonia Świdnica, Arkadiusz Piech intègre l'équipe première en 2004 et joue au niveau amateur. Après deux prêts au Ślęza Wrocław (troisième division) et au Widzew Łódź (deuxième division) en 2008 et 2009, il signe au Ruch Chorzów le 15 février 2010, et fait ses débuts en Ekstraklasa le 27 février contre l'Arka Gdynia, en entrant en jeu à la 79e minute. En fin de match, il marque son premier but en première division. Par la suite, il joue une dizaine de matches, quasiment toujours en tant que remplaçant.
Lors de la saison 2010-2011, Piech peine à obtenir une place de titulaire, qu'il gagnera finalement la saison suivante. En effet, il dispute lors de cette saison 2011-2012 trente-quatre matches toutes compétitions confondues, et est le meilleur buteur du club. Il attire donc le regard du sélectionneur Franciszek Smuda, qui lui offre sa première sélection le 16 décembre 2011, contre la Bosnie-Herzégovine. Avec ses treize buts, Arkadiusz Piech emmène le Ruch vers la deuxième place d'Ekstraklasa et la finale de la coupe, qu'il ne jouera pas et perdue face au Legia Varsovie trois buts à zéro. Troisième meilleur du championnat, il est élu meilleur joueur de la saison, mais ne fait toutefois pas partie de la liste pour l'Euro 2012 disputé à domicile.
Son début de saison 2012-2013 est du même acabit, puisqu'à la trêve hivernale, il totalise neuf buts en dix-neuf matches.

### Rate son aventure en Turquie
En janvier 2013, Arkadiusz Piech part en Turquie et rejoint Sivasspor. Il y joue son premier match le 27 janvier, contre Mersin İdman Yurdu. Cependant, son rôle ne se résume qu'à celui de remplaçant, et Piech doit attendre le 7 avril pour marquer son premier but avec Sivasspor.
Plus convoqué avec les pros en début de saison suivante, il est placé sur la liste des transferts.

### Revient en Pologne
Le 28 août 2013, Arkadiusz Piech revient en Pologne en signant un contrat avec le Zagłębie Lubin, club de l'élite. Il y retrouve les terrains, marque à nouveau régulièrement (quatorze fois), mais ne peut empêcher la relégation du club en fin de saison et sa défaite en finale de coupe, aux tirs au but contre le Zawisza Bydgoszcz (après un match nul et vierge). 
Le 18 juin 2014, Arkadiusz Piech s'engage avec le Legia Varsovie, champion en titre, pour trois ans. Confronté à une grande concurrence, il y joue peu (quatre matches en championnat, aucun but), et le club décide à l'hiver de le prêter au GKS Bełchatów, club de bas de tableau.

## Palmarès
- Vainqueur de la Coupe des régions de l'UEFA : 2007
- Champion de Pologne de D2 : 2010
- Finaliste de la Coupe de Pologne : 2014
- Championnat de Pologne : 2016

Distinctions personnelles :
- Meilleur buteur de la Coupe de Pologne : 2014